# Jennifer Welter

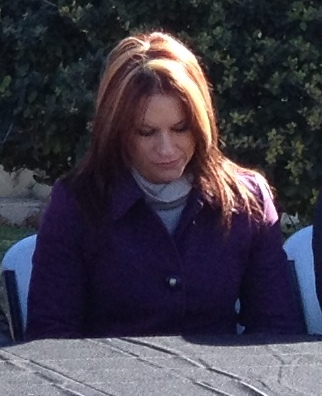
Jennifer Welter, 2014.

Jennifer Welter (nacida el 27 de octubre de 1977)  es entrenadora de linebackers medios para los Arizona Cardinals de la NFL durante el campamento de entrenamiento y la pretemporada 2015, siendo así la primera entrenadora mujer en la NFL.
El 24 de enero de 2014, se convirtió en la segunda mujer en jugar una posición diferente a la de pateador y la primera running back, dentro de una liga profesional de futbol americano varonil, al firmar con los Texas Revolution del Champions Indoor Football. Aunque Jennifer no es la primera mujer en participar en un deporte dominado por hombres, es la segunda, junto con la jugadora de hockey Hayley Wickenheiser, en participar en una posición de contacto dentro de un deporte dominado por hombres.
El 12 de febrero de 2015, los Texas Revolution nombraron a Welter como su entrenadora de linebakers y equipos especiales, convirtiéndola en la primera entrenadora en una liga profesional de futbol americano varonil. Más tarde, en noviembre de 2015, ganó el premio "Pionera deportiva" durante el Women's Entrepreneurship Day organizado por las Naciones Unidas.
Welter apareció en #IAmAMogul de la plataforma Mogul como parte de la campaña del Mes de la Historia de la Mujer en marzo del 2016 con la conferencia "Cambiando la percepción de lo que significa ser un entrenador de la NFL."

## Carrera Previa
Jennifer Welter fue jugadora en diversos equipos de futbol americano femenil tanto profesionales como semi-profesionales, como los Dallas Diamonds y Dallas Dragons. Fue parte del equipo representativo de los Estados Unidos ganador de medalla de oro en el Campeonato del Mundo Femenil organizado por la Federación Internacional de Fútbol Americano en 2010 y 2013. De igual manera, jugó rugby durante la universidad.

## Texas Revolution
Su primera aparición como jugadora fue durante un partido de pretemporada el 15 de febrero de 2014, contra North Texas Crunch donde hizo tres acarreos de menos de una yarda. El 19 de febrero fue incluida en la plantilla de la temporada regular 2014.
El 12 de febrero de 2015 fue nombrada como la nueva entrenadora de linebackers y equipos especiales de Texas Revolution, convirtiéndose en la primera entrenadora en un equipo profesional de fútbol americano varonil.

## Arizona Cardinals
El 27 de julio de 2015 los Arizona Cardinals contrataron a Welter como asistente de entrenador interna durante el campamento de entrenamiento y la pretemporada, por lo que es considerada como la primera entrenadora de la NFL. Su pasantía con los Cardenales expiró el 30 de agosto del mismo año después del tercer juego de pretemporada. Según Tyrann Mathieu, jugador de los Cardenals, afirmó que su manera de entrenamiento no difiere de las demás. 
Arizona Cardinals inició la temporada 2015-2016 con un récord de 3-0, por lo que The Washington Post publicó que "La pregunta más importante era como responderían los jugadores de la NFL ante una mujer entrenándolos y la respuesta obvia es: sí".

## Educación
Jennifer Welter se graduó de Boston College, tiene una maestría en Psicología del Deporte, y además tiene un PhD en psicología de Capella University.